# Konvektion

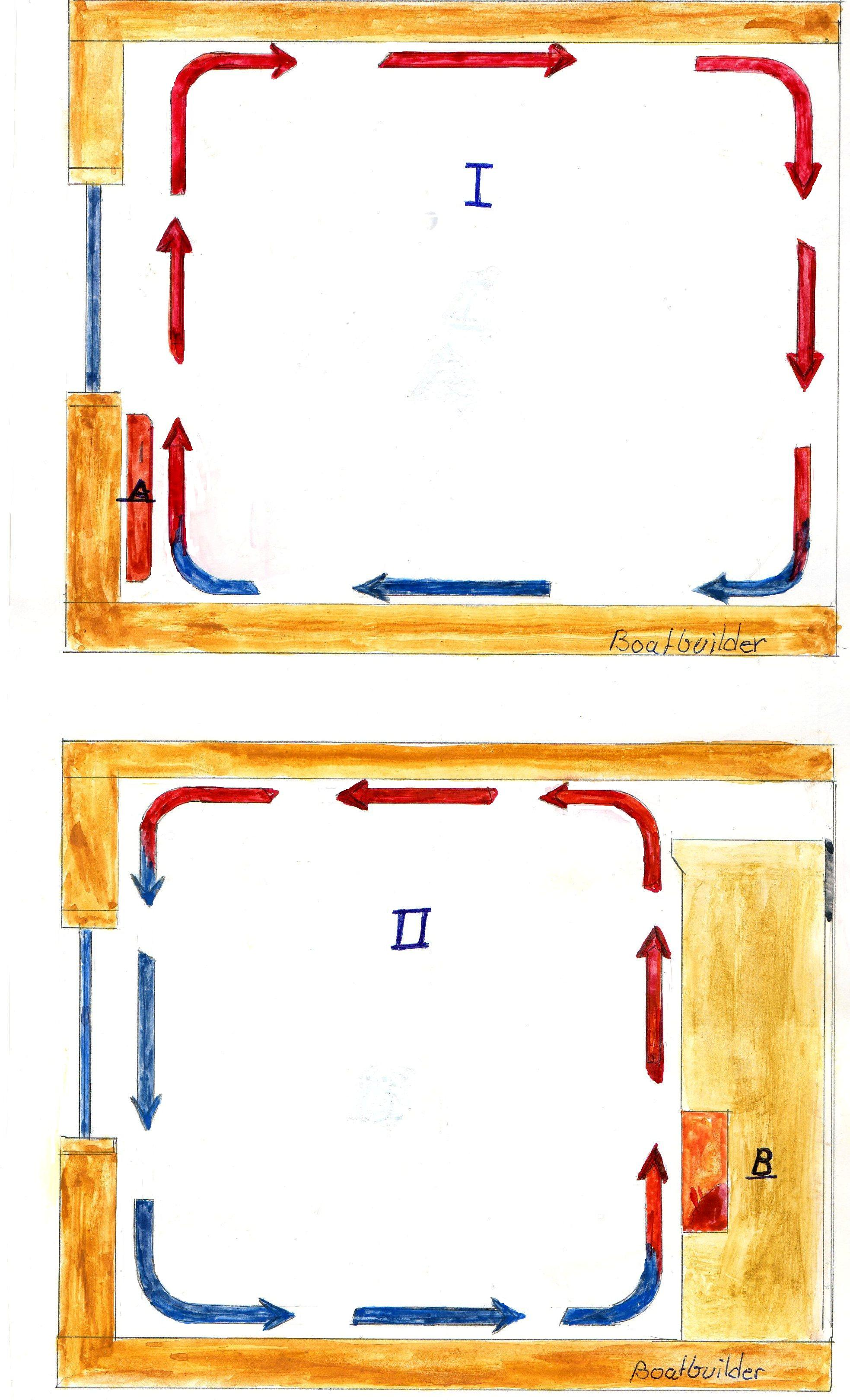
Konvektionsströmmar vid rumsuppvärmning. I) Radiator (A) mot yttervägg. II) Eldstad (B) mot innervägg och förstärkt kallras vid fönster

Konvektion (strömning) är en rörelse i en vätska eller gas (fluid) som till exempel vatten eller luft. Konvektion är en av de tre typerna av värmetransport. Konvektion studeras inom strömningsmekanik. Termik är en form av konvektion.

## Konvektion av luft i ett rum

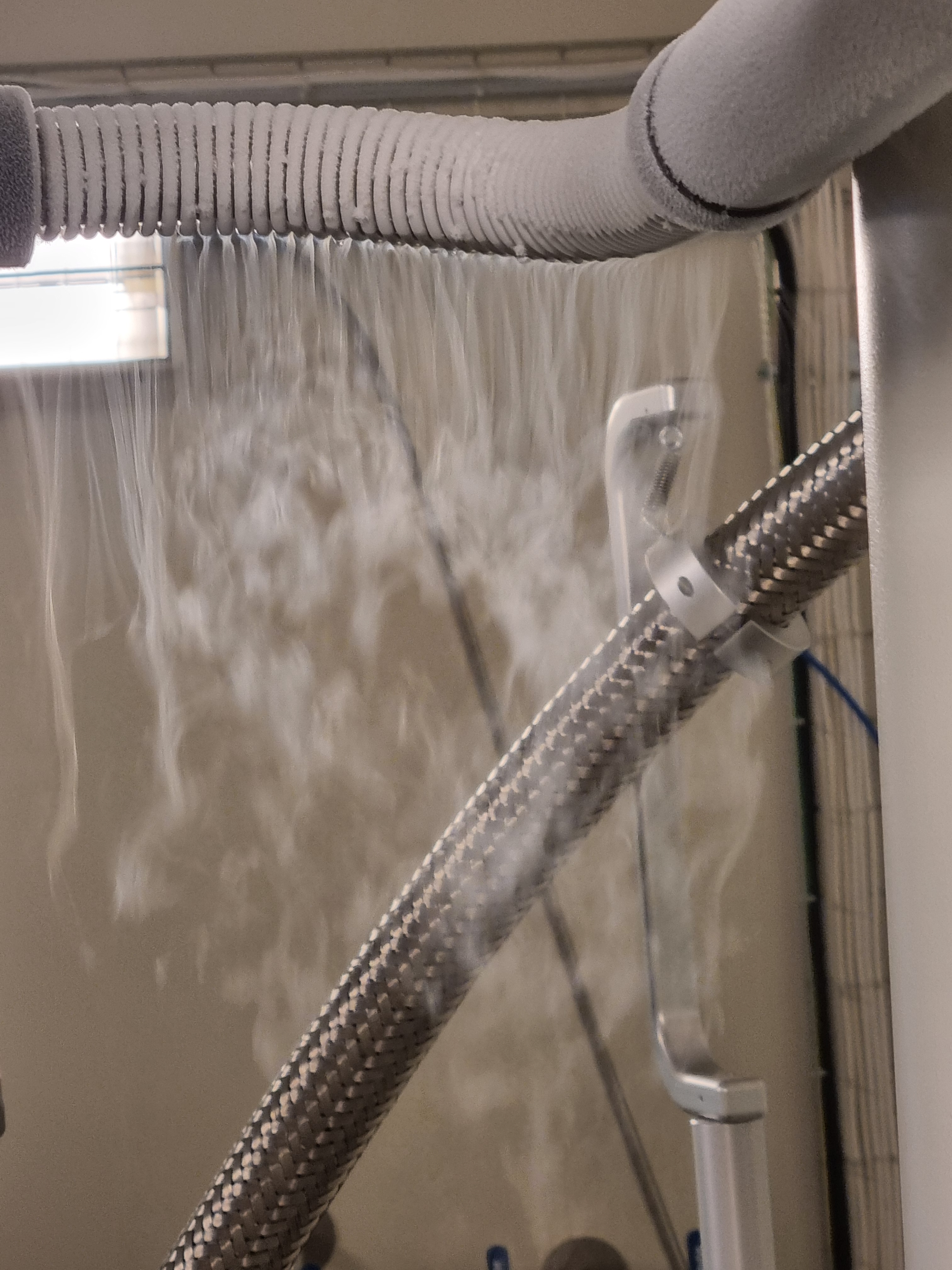
Kallras av luft som kylts ned vid fyllning av flytande helium i en NMR-magnet. Vid ledningen ser man flytande syre i droppformade. Man ser hur den tyngre gasen faller nedåt mot golvet.

Fönstren i ett rum är (normalt) kallare än resten av rummet, varvid luften där kyls ned, får högre densitet och sjunker mot golvet. En sådan kall luftström benämns kallras. För att motverka detta placeras värmeelementen under fönstren, där de värmer upp den kalla luften vid fönstren, som då får lägre densitet och stiger mot taket; därvid kommer sval luft nära golvet att strömma till elementen där den värms upp. Om värmekällan däremot placeras på annat ställe kommer vid fönstret att uppstå förstärkt kallraseffekt.

## Konvektion mellan ett material och en gas
Värmekonvektion mellan en gas (t.ex. luft) och ett material brukar korreleras till Newtons lag för värmeöverföring:
{\displaystyle {\frac {dQ}{dt}}=A\times h\times dt}
Vid naturlig konvektion ligger värdet på h mellan 5 och 25 W m^-2 K^-1, medan forcerad konvektion kan ge h-värden till mellan 25 och 250 W m^-2 K^-1.

## Bildgalleri

Skiss över konvektionsströmmar i en enkel vedspis
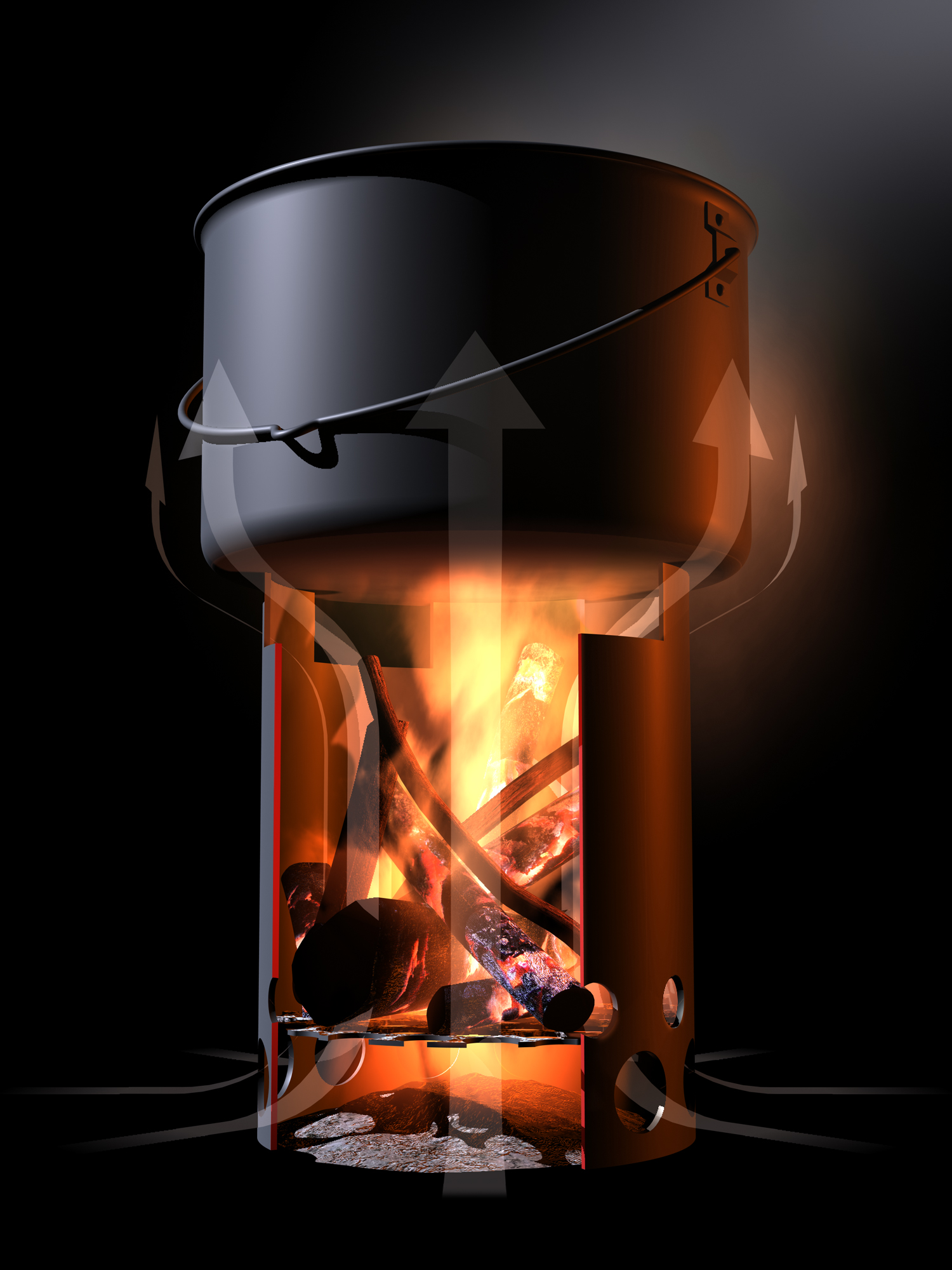
Enkel vedspis